# Керча Ігор Юрійович
Ігор Юрійович Керча (нар. 20 лютого 1943, с. Горонда, нині Мукачівського р-ну Закарпатської обл.) — карпаторусинський письменник, перекладач, лексикограф, громадсько-культурний діяч. Один із кодифікаторів русинської мови.

## Біографія
Син Ю.-І. Керчі. Закінчив фізично-математичний факультет Ужгородського державного університету (1965), Київський інженерно-будівельний інститут (1973). Працював в Ужгороді на механічному заводі (1967–95), в АТ «Геліос» (1995–98).
Уклав двотомний «Словник русинсько-руськый» (Ужгород, 2007) та «Словник русько-русинський» (2012). Для двотомного «Словника русинсько-руського» основним «жерелом»
став «Словарь української мови» Бориса Грінченка, який, за підрахунками самого Керчі, став «жерелом» 15,1% «русинських» слів його словника. Ще одним «жерелом» став словник гуцульської говірки Яна Яніва «Słownik huculski» (2001) та праця Юрія Піпаша і Бориса Галаса «Матеріали до словника гуцульських говірок» (2005). 
Автор праць:
- І. Керча, Василь Сочка-Боржавин. «Русинськый язык», Ужгород, 1992.
- Михайло Алмашій, Ігор Керча, Василь Молнар, Степан Попович. Материнськый язык: писемниця русинського языка — Мукачово: Общество им. Александра Духновича, 1999. — 98 с.,
- «Утцюзнина, читанка про недїльні школы» (Будапешт, 2001; Ужгород, 2002),
- «Матяш, король Русинув» (Ужгород, 2001).

У перекладі на русинську мову видав збірки віршів:
з угорської
- «Убрані поезії» Ш. Петефі (1998, Ужгород),
- «Наші добрі Русины» Д. Крудія (2002, Ужгород);

із чеської
- «Смутні очі Анцї Караджічової» І. Ольбрахта (2001, Ужгород),
- «Земля, Европов зохабена» Я. Затлоукала (2002, Ужгород);

для дітей
- «Бетярськый букварь» (2004, Ужгород).

Друкував власні вірші русинською мовою в закарпатській періодиці. Лауреат «Руської премії» Міжнародного фонду «Ruska cena» (Прага, 2011). Раніше, 2008 року, цю ж премію отримала його сестра Тамара.
Наразі є головним[джерело?] дописувачем русинської Вікіпедії (rue:Хоснователь:Igor Kercsa).